# Pasarela (canción de Daddy Yankee)
«Pasarela» es el nombre del tercer sencillo que se desprende del álbum Prestige del cantante puertorriqueño Daddy Yankee. El estreno del sencillo se dio el 21 de mayo de 2012.

“Esta canción es dedicada a todas las modelos anónimas mas bellas del mundo que se pasean por la pasarela mas famosa que existe “la acera”.  El enfoque del tema es resaltar la belleza y la confianza de la mujer del día a día o ‘cotidiana”
describe Yankee.

## Video
El video es estrenado el día 22 de junio por la cadena televisiva Telemundo. Dicho video fue dirigido por Carlos Pérez de Elastic People y filmado en Miami, Florida.